# Христо Банковски
Христо Банковски е български поет.

## Биография
Роден е на 8 август 1937 г. в град Габрово. Завършва Априловската гимназия в града, след което следва българска филология в Софийския университет. Работи една година като учител в Момчилград, след което се премества в София, но известно време има проблеми, защото няма софийско жителство. Решава този проблем с фиктивен брак за софиянка. Става редактор във вестник „Пулс“. Често е наричан от приятелите си „горд и печален самотник“. Издава пет книги със стихове: „Рожден ден“ (1961), „Откраднати дъждове“ (1967), „Далечен град“ (1967), „Български календар“ (1971) и „Мъжки години“ (1974).
На 22 май 1976 г. се самоубива, като скача от деветия етаж на почивния дом на журналистите край град Варна, по-точно к.к. Златни пясъци. Някои считат, че е възможно да е паднал случайно. Погребан е в София. През 2003 г. костите му са кремирани и преместени в родния му град. Урната с праха му е вградена в родната му къща там.